# Resseliella crataegi
Resseliella crataegi är en tvåvingeart som först beskrevs av Barnes 1939.  Resseliella crataegi ingår i släktet Resseliella och familjen gallmyggor. Inga underarter finns listade i Catalogue of Life.